# Lebec (Kalifornija)
Lebec je naseljeno područje za statističke svrhe u američkoj saveznoj državi Kalifornija. Prema popisu stanovništva iz 2010. u njemu je živjelo 1.468 stanovnika.